# Вернати, Сирио
Си́рио Верна́ти (итал. Sirio Vernati; 12 мая 1907, Цюрих — 22 февраля 1993) — швейцарский футболист, играл на позиции полузащитника. Участник чемпионата мира 1938 года.

## Биография

### Клубная карьера
В течение пяти сезонов Вернати играл за «Цюрих». В 1933 году перешёл в «Грассхоппер», в составе которого отыграл восемь сезонов и выиграл 2 чемпионских титула в 1937 и 1939 годах. Помимо этого в составе этой команды выиграл 5 Кубков Швейцарии и сыграл 168 матчей в Национальной лиге A. Затем он играл в течение двух сезонов за «Люцерн» и два сезона за «Янг Феллоуз Ювентус». Завершил карьеру игрока в 1945 году.

### Карьера в сборной
Дебютировал за сборную Швейцарии 8 ноября 1936 года в товарищеском матче со сборной Австрии — Швейцария проиграла матч 1:3.
Входил в состав сборной на чемпионате мира 1938 года, где был основным игроком и сыграл в трёх матчах. 4 июня он играл в первом матче сборной Германии — тот матч завершился 1:1. 9 июня состоялась переигровка, которая завершилась победой Швейцарии со счётом 4:2. В 1/4 финальном матче Швейцария проиграла сборной Венгрии со счётом 0:2 и выбыла из турнира. Всего за сборную Швейцарии сыграл 37 матчей.

### Смерть
Скончался 22 февраля 1993 года в возрасте 85 лет.

## Достижения
«Грассхоппер»
- Чемпион Швейцарии (2): 1936/37, 1938/39
- Обладатель Кубка Швейцарии (5): 1933/34, 1936/37, 1937/38, 1939/40, 1940/41